# Tatsiana Sharakova
Tatyana Valeryevna Sharakova (nascida em 31 de julho de 1984) é uma ciclista profissional olímpica bielorrussa. Representou sua nação na prova de perseguição por equipes nos Jogos Olímpicos de Verão de 2012.